# Лу Ли
Лу Ли (кит. упр. 陆莉, пиньинь Lù Lì, р.30 августа 1976) — китайская гимнастка, олимпийский чемпион.

## Биография
Лу Ли родилась в 1976 году в Чанша провинции Хунань. С 1983 года начала заниматься гимнастикой, в 1988 году вошла в сборную провинции, в 1991 — в национальную сборную.
В 1992 году на Олимпийских играх в Барселоне Лу Ли завоевала золотую медаль в упражнениях на брусьях, и серебряную — в упражнениях на бревне. В 1994 году завершила спортивную карьеру.
В 2000 году Лу Ли переехала в США, где стала работать тренером.